# Date de règlement
La date de règlement est la date à laquelle un client verse à son fournisseur le prix des biens qui lui ont été vendus ou des services qui lui ont été rendus, contre paiement.
Dans le cas d'un emprunt, la date de règlement est le jour où les prêteurs versent les fonds prêtés. En finance, c'est la date à laquelle se réalise une opération par la livraison des titres contre paiement.